# I2coalition
A i2Coalition (Internet Infrastructure Coalition, ou Coalizão da Infraestrutura da Internet, em tradução livre) é uma organização comercial que busca amparar o crescimento da indústria da infraestrutura da internet ao unir os maiores atores do ramo, como companhias de hospedagens de sites e domínios, empresas de armazenagem e gerenciamento de dados em nuvem e outras firmas do escopo da tecnologia virtual.
Fundado formalmente em 2012, o grupo teve início extraoficial em 2011, quando muitos de seus membros decidiram juntar forças para combater o surgimento dos projetos de lei SOPA e PIPA nos Estados Unidos. Com o sucesso da empreitada, então, as empresas permaneceram unidas visando a garantir o livre fluxo de informações e comércio no meio digital.

## Valores centrais
De acordo com a organização, são 5 seus valores centrais:
- Educação: buscando o ensino e maior esclarecimento dos agentes legislativos e influenciadores de opinião sobre a infraestrutura da internet;[4]
- Engajamento: dedicando esforços pela resolução de problemas que possam afetar o bom funcionamento da internet;
- Advocacia: defendendo políticas que apoiem o crescimento e inovação da internet;
- Acesso: promovendo um acesso à internet que seja aberto, justo e igual a todas as pessoas;
- Privacidade: lutando por um processo claro e adequado à aplicação das leis no espaço digital.